# زوتی دامای ایکس۷
زوتی دامای اکس ۷ یک خودرو در کلاس کراس اوور از برند چینی زوتی آتو است که از روی فولکس‌واگن کراس بلو کپی‌برداری شده‌است. این خودرو در سال ۱۳۹۷ توسط نمایندگی‌های یاران خودرو عرضه شد اما به دلیل عدم آشنایی عموم مردم با برند زوتی، موفقیتی در بازار به دست نیاورد.
این خودرو در بازار کشور ایران با موتور ۲ لیتری و گیربکس ۶ سرعته دوکلاچه اتوماتیک عرضه شد اما در سایر کشورها با موتور ۱٫۵ لیتری و ۱٫۸ لیتری و همچنین گیربکس ۵ سرعته دنده‌ای نیز به چشم می‌خورد.

## امکانات رفاهی
این خودرو، با ۶ کیسه هوا عرضه می‌شود که شامل ۴ کیسه هوا برای ردیف جلو و ۲ نمونهٔ پرده‌ای است. کنترل فشار باد تایرها، نگه‌دارندهٔ صندلی کودک روی صندلی عقب (ایزوفیکس)، سنسورهای نزدیک شدن به مانع از جلو، عقب و طرفین، حفظ خودرو در شیب و رادار نقطهٔ کور، مهم‌ترین آپشن‌های ایمنی دامای X7 هستند.

## نگارخانه

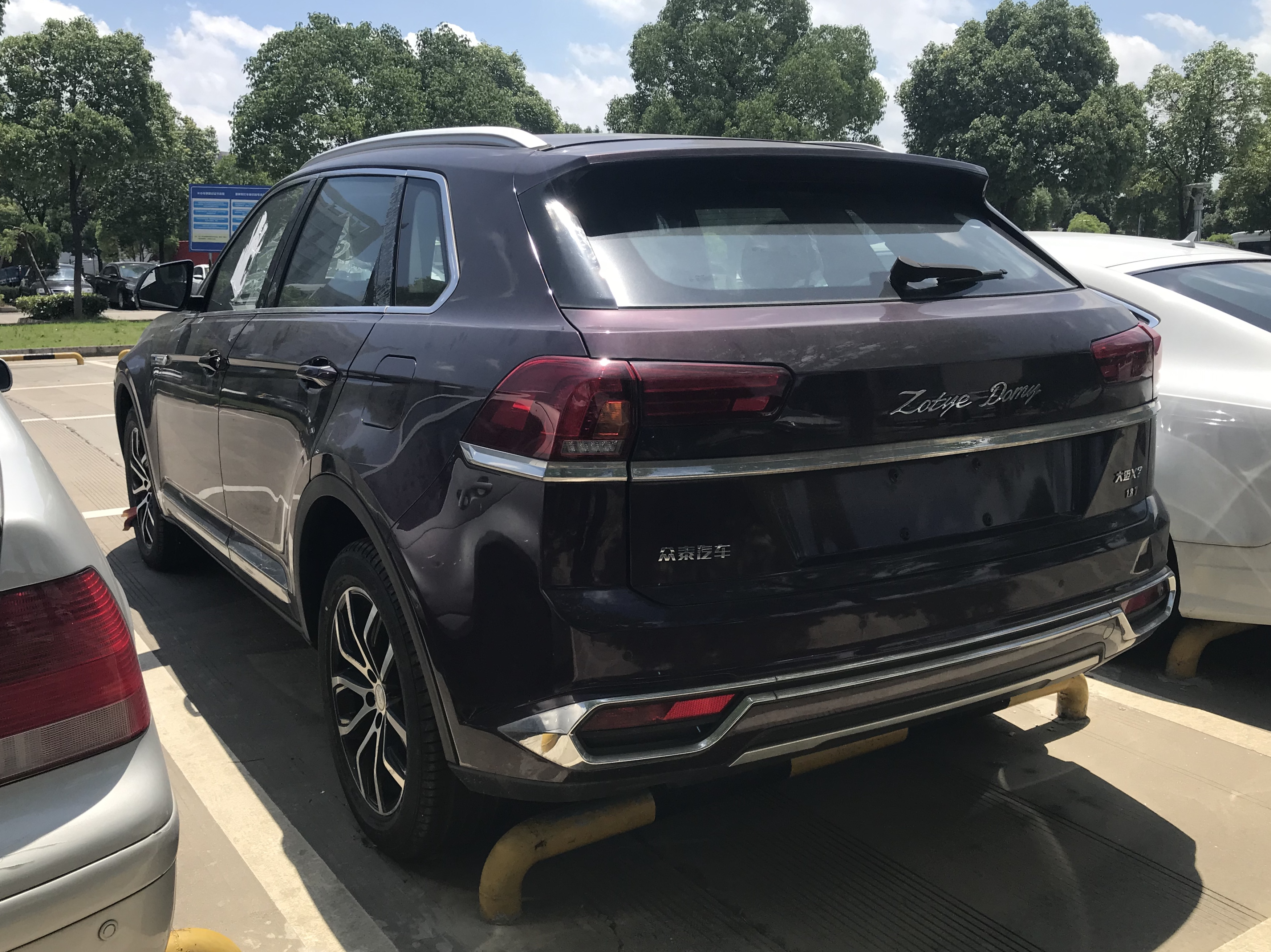
زوتی دامای اکس ۷

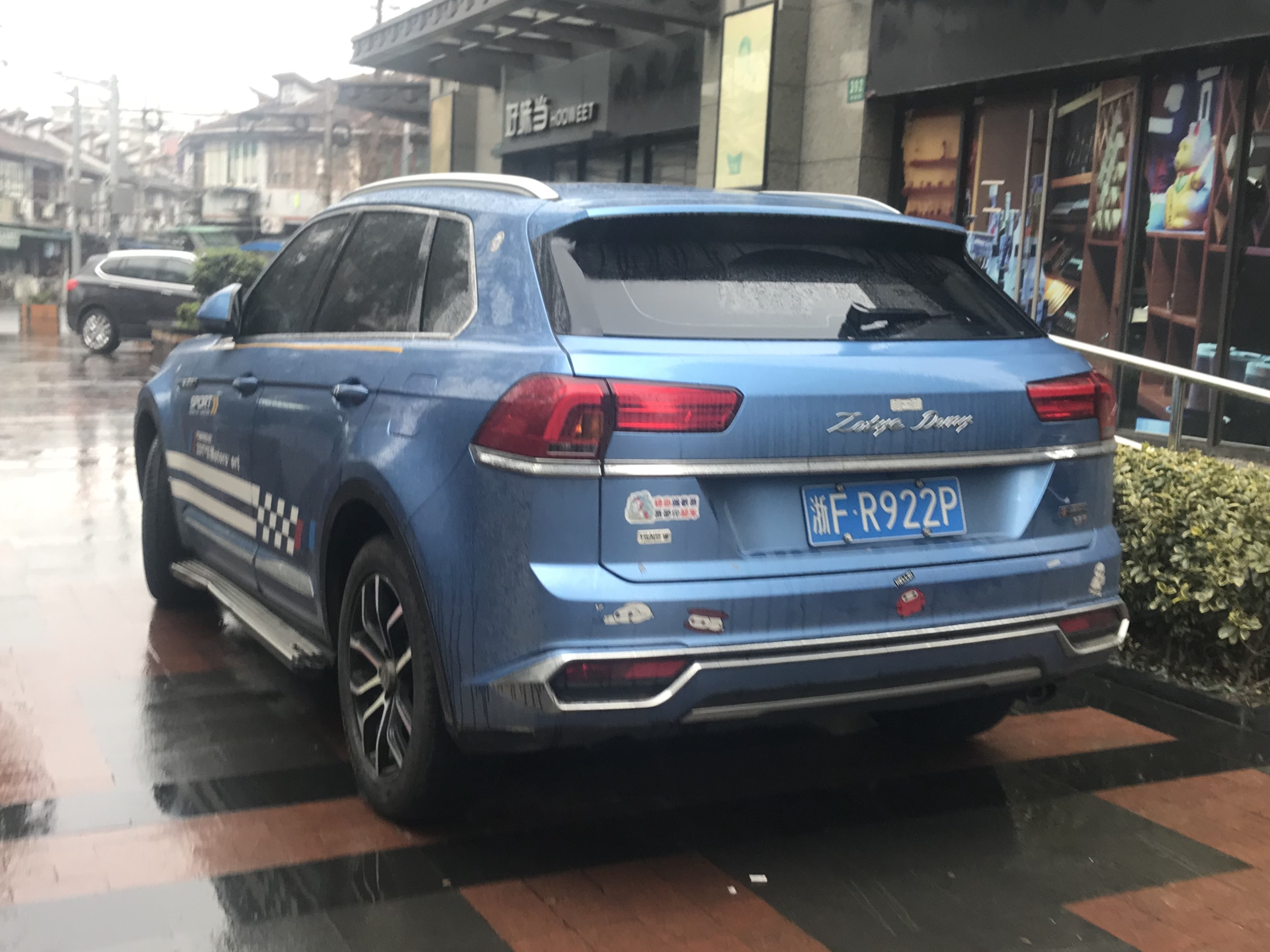
نمای عقب دامای x7